# 维拉尔昂蓬
维拉尔昂蓬（法語：Villars-en-Pons，法語發音：[vilaʁ ɑ̃ pɔ̃]）是法国滨海夏朗德省的一个市镇，位于该省中南部，属于桑特区。

## 地理
维拉尔昂蓬（45°36'12"N, 0°37'16"W）面积13.32 平方千米，位于法国新阿基坦大区滨海夏朗德省，该省份为法国西部滨海省份，北起旺代省，西临大西洋，南至吉倫特省，东南接多爾多涅省，东北接德塞夫勒省接壤，东临夏朗德省。
与维拉尔昂蓬接壤的市镇（或旧市镇、城区）包括：贝尔讷伊、热莫扎克、雅泽讷、圣莱热、圣西蒙德佩卢阿耶、泰松。

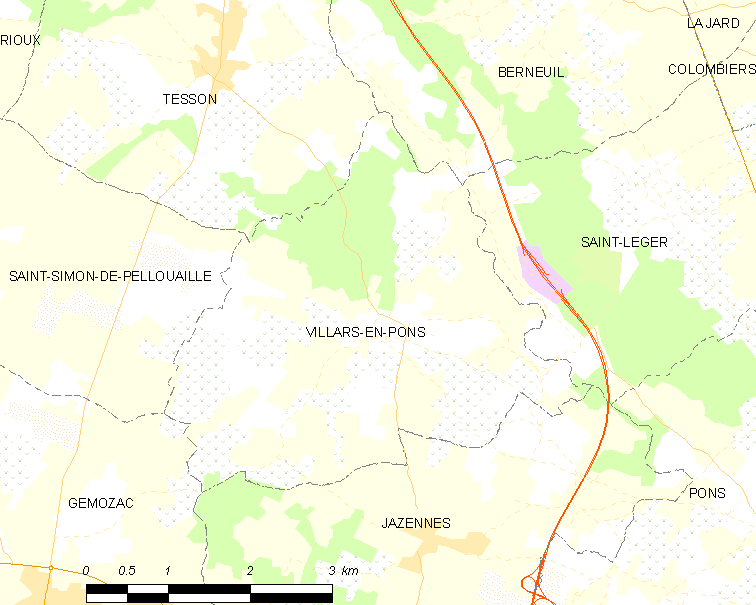
维拉尔昂蓬的OSM定位图

维拉尔昂蓬的时区为UTC+01:00、UTC+02:00（夏令时）。

## 行政
维拉尔昂蓬的邮政编码为17260，INSEE市镇编码为17469。

## 政治
维拉尔昂蓬所属的省级选区为桑通日-河口县。

## 人口

1962-2008年间维拉尔昂蓬人口变化图示

维拉尔昂蓬于2022年1月1日时的人口数量为578人。